# Lawrence Stevens
Lawrence „Laurie“ Stevens (* 25. Februar 1913 in Johannesburg, Südafrika; † 17. August 1989 in Durban, Südafrika) war ein südafrikanischer Boxer. Er wurde 1932 Olympiasieger im Leichtgewicht.

## Werdegang

### Amateurlaufbahn
Laurie Stevens bestritt als Amateurboxer nur zwei große internationale Meisterschaften. Als Siebzehnjähriger startete er 1930 bei den Britisch Empire Games in Hamilton/Kanada. Im Leichtgewicht besiegte er dabei S. Lafosse, Kanada und stand damit schon im Endkampf, den er gegen Freddie Meacham aus England nach Punkten verlor. 
1932 war er bei den Olympischen Spielen in Los Angeles am Start. Wieder im Leichtgewicht besiegte er Jose Padilla aus den Philippinen, Franz Kartz aus Deutschland, Mario Bianchini, Italien und Thure Ahlqvist aus Schweden jeweils nach Punkten und wurde damit Olympiasieger.

### Profilaufbahn
Unmittelbar nach seinem Olympiasieg wurde Laurie Stevens Profi. Im Zeitraum vom 3. März 1932 (erster Kampf) bis zum 27. Juli 1946 (letzter Kampf) bestritt er dabei insgesamt 41 Kämpfe, von denen er 38 gewann und 2 verlor, einmal kämpfte er unentschieden. Bis auf einen, bestritt er dabei alle seine Kämpfe in Südafrika. Er kämpfte dabei sechsmal um nationale oder internationale Titel. Dabei gelang es ihm südafrikanischer Meister im Leicht- und im Weltergewicht und Commonwealth (British Empire)-Champion im Leichtgewicht zu werden. Zu größeren Titelehren kam er nicht, was wohl daran lag, dass er als Profi niemals in Europa oder Amerika boxte. 
Nach einer K.-o.-Niederlage in der 3. Runde gegen den Engländer Eric Boon in Johannesburg am 27. Juli 1946 beendete er seine Laufbahn.

#### Titelkämpfe als Profiboxer
| Jahr | Ort          | Titel                                | Gewichtsklasse | Ergebnis                                               |
| 1933 | Johannesburg | Südafrikanischer - Transvaal (White) | Leicht         | Punktsieg nach 12 Runden über Les van Rooyen           |
| 1933 | Johannesburg | Südafrikanischer                     | Leicht         | Abbruch-Sieg in der 5. Runde über George Purchase      |
| 1936 | Johannesburg | Commonwealth (British Empire)        | Leicht         | Punktsieg nach 12 Runden über Jack „Kid“ Berg, England |
| 1936 | Johannesburg | Südafrikanischer                     | Leicht         | Techn. K.O.-Sieg in der 4. Runde über Louis Botes      |
| 1939 | Durban       | Südafrikanischer                     | Welter         | Punktsieg nach 12 Runden über Teddy Brown              |
| 1945 | Johannesburg | Südafrikanischer                     | Welter         | Unentschieden nach 12 Runden gegen Alf James           |